# Leptopyrgota nigrifrons
Leptopyrgota nigrifrons är en tvåvingeart som beskrevs av Aczel 1956. Leptopyrgota nigrifrons ingår i släktet Leptopyrgota och familjen Pyrgotidae. Inga underarter finns listade i Catalogue of Life.